# Züünkhangai, Uvs
Züünkhangai (tiếng Mông Cổ: Зүүнхангай) là một sum của tỉnh Uvs ở Mông Cổ. Vào năm 2008, dân số của sum là 2.586 người.

## Địa lý
Sum có diện tích khoảng 2.700 km2. Trung tâm sum, Jargalant, nằm cách tỉnh lỵ Ulaangom 270 km và thủ đô Ulaanbaatar 1.100 km.

### Khí hậu
Züünkhangai có nhiệt độ trung bình hàng năm là 0 °C. Tháng ấm nhất là tháng 7, khi nhiệt độ trung bình là 22 °C và lạnh nhất là tháng 12, với −24 °C. Lượng mưa trung bình hàng năm là 244 mm. Tháng ẩm ướt nhất là tháng 8, với lượng mưa trung bình là 59 mm, và khô nhất là tháng 2, với 4 mm.

## Kinh tế
Sum có một trường học, bệnh viện, trung tâm thương mại và nhà văn hóa.